# Shun'ichi Nagasaki
Shun'ichi Nagasaki (長崎俊一, Nagasaki Shun'ichi), né le 18 juin 1956, est un réalisateur et scénariste japonais.

## Filmographie

### Réalisateur
- 1982 : Yamiutsu shinzo ou Heart, Beating in the Dark
- 1988 : Rock yo shizukani nagareyo
- 1988 : Yojo no jidai (妖女の時代?)
- 1989 : Yūwakusha (誘惑者?)
- 1992 : Saigo no drive
- 1993 : Nurse Call (ナースコール, Nāsu kōru?)
- 1996 : Romansu ou Some Kinda Love
- 1998 : Doggusu ou Dogs
- 1999 : Shikoku (死国?)
- 2001 : Yawaraka na hou ou A Tender Place
- 2005 : 8-gatsu no Kurisumasu (８月のクリスマス?) (Christmas in August)
- 2005 : Yamiutsu shinzo ou Heart, Beating in the Dark
- 2007 : Black Belt (黒帯, Kuro-obi?)